# 努瓦尔略 (德塞夫勒省)
努瓦尔略（法語：Noirlieu，法語發音：[nwaʁljø]）是法国德塞夫勒省的一个旧市镇。1973年1月1日，努瓦尔略与邻近的8个市镇以关联合并的形式并入布雷敘爾，努瓦尔略成为了布雷叙尔的关联市镇。2013年3月28日，努瓦尔略与其他关联市镇转变为委派市镇。

## 地理
努瓦尔略（46°55'15.1"N, 0°25'48.7"W）位于法国新阿基坦大区德塞夫勒省，该省份为法国西部内陆省份，北起曼恩-卢瓦尔省，西接旺代省，南至夏朗德省和滨海夏朗德省，东临维埃纳省。
努瓦尔略的时区为UTC+01:00、UTC+02:00（夏令时）。

## 行政
努瓦尔略的邮政编码为79300，INSEE市镇编码为79192。

## 人口
努瓦尔略于2018年1月1日时的人口数量为364人。